# Pacte del Pardo
El Pacte del Pardo fou un pacte signat a la mort d'Alfons XII el 24 de novembre de 1885 al Palau del Pardo (Madrid) entre Antonio Cánovas del Castillo, cap del Partit Liberal Conservador, i Práxedes Mateo Sagasta, cap del Partit Liberal Fusionista, els dos dirigents més importants de la restauració borbònica, pel qual acordaven turnar-se en el poder pacíficament donant suport la regència de Maria Cristina d'Habsburg-Lorena, embarassada del futur Alfons XIII, per tal de garantir l'estabilitat de la monarquia davant la pressió del carlisme i dels republicans.
L'entrevista es va dur a terme gràcies a la mediació de Martínez Campos. En aquest pacte es va sancionar el torn de govern entre ambdós partits (encara que estava ja implícit des de l'any 1881, data en la qual Sagasta va assumir el poder per primera vegada), pel qual Cánovas es va comprometre a cedir el poder als liberals de Sagasta en canvi de què aquests acatessin la Constitució espanyola de 1876. El 27 de novembre, Sagasta va formar un nou Govern, tal com s'havia acordat tres dies abans. El torn instaurat en el Pacte del Pardo es va portar a terme amb bastant correcció entre ambdues formacions i en la pràctica va funcionar acceptablement fins a l'any 1909.
En l'aplicació d'aquest pacte, Cánovas va presidir tres governs, amb breus parèntesis de Jovellar i Martínez Campos, fins al 6 de febrer de l'any 1881, data en la qual Sagasta va formar el seu primer gabinet liberal, en el qual es va mantenir fins al 13 d'octubre de l'any 1883. A Sagasta el va substituir al capdavant de l'executiu un breu Govern de la llavors anomenada Esquerra Dinàstica (José de Posada Herrera i López Domínguez), per a donar pas al quart Govern de Cánovas del Castillo, el 18 de gener de l'any 1884.
1. 1 2  Buldain Jaca, Blanca (coord.). Història Contemporánea de España (1808-1923) (en castellà). 2011.  Madrid: Akal, p. 429. ISBN 9788446031048 [Consulta: 26 setembre 2022].